# Campionat matogrossense

Campionat matogrossense / Mato Grosso

El Campionat Matogrossense és la competició futbolística de l'estat de Mato Grosso.
Fins a l'any 1979 el campionat incloïa els equips de Mato Grosso do Sul.

## Campions
Font:
- 1936:  Comércio (1)
- 1937:  Mixto (1)
- 1938:  Americano (1)
- 1939: no es disputà
- 1940: no es disputà
- 1941:  Americano (2)
- 1942:  Americano (3)
- 1943:  Paulistano (1)
- 1944: no finalitzà
- 1945:  Mixto (2)
- 1946: no es disputà
- 1947:  Mixto (3)
- 1948:  Mixto (4)
- 1949:  Mixto (5)
- 1950:  Paulistano (2)
- 1951:  Mixto (6)
- 1952:  Mixto (7)
- 1953:  Mixto (8)
- 1954:  Mixto (9)
- 1955:  Atlético Matogrossense (1)
- 1956:  Atlético Matogrossense (2)
- 1957:  Atlético Matogrossense (3)
- 1958:  Dom Bosco (1)
- 1959:  Mixto (10)
- 1960:  Atlético Matogrossense (4)[2]
- 1961:  Mixto (11)
- 1962:  Mixto (12)
- 1963:  Dom Bosco (2)
- 1964:  Operário (VG) (1)
- 1965:  Mixto (13)
- 1966:  Dom Bosco (3)
- 1967:  Operário (VG) (2)
- 1968:  Operário (VG) (3)
- 1969:  Mixto (14)
- 1970:  Mixto (15)
- 1971:  Dom Bosco (4)
- 1972:  Operário (VG) (4)
- 1973:  Operário (VG) (5)
- 1974:  Operário (CG) (1)[a]
- 1975:  Comercial (CG) (1)[a]
- 1976:  Operário (CG) (2)[a]
- 1977:  Operário (CG) (3)[a]
- 1978:  Operário (CG) (4)[a]
- 1979:  Mixto (16)
- 1980:  Mixto (17)
- 1981:  Mixto (18)
- 1982:  Mixto (19)
- 1983:  Operário (VG) (6)
- 1984:  Mixto (20)
- 1985:  Operário (VG) (7)
- 1986:  Operário (VG) (8)
- 1987:  Operário (VG) (9)
- 1988:  Mixto (21)
- 1989:  Mixto (22)
- 1990:  Sinop (1)
- 1991:  Dom Bosco (5)
- 1992:  Sorriso (1)
- 1993:  Sorriso (2)
- 1994:  Operário (VG) (10)
- 1995:  Operário (VG) (11)
- 1996:  Mixto (23)
- 1997:  EC Operário (1)[b]
- 1998:  Sinop (2)
- 1999:  Sinop (3)
- 2000:  Juventude (1)
- 2001:  Juventude (2)
- 2002:  Operário (VG) (12)[b]
- 2003:  Cuiabá (1)
- 2004:  Cuiabá (2)
- 2005:  Vila Aurora (1)
- 2006:  Operário Ltda. (1)[b]
- 2007:  Cacerense (1)
- 2008:  Mixto (24)
- 2009:  Luverdense (1)
- 2010:  União Rondonópolis (1)
- 2011:  Cuiabá (3)
- 2012:  Luverdense (2)
- 2013:  Cuiabá (4)
- 2014:  Cuiabá (5)
- 2015:  Cuiabá (6)
- 2016:  Luverdense (3)
- 2017:  Cuiabá (7)
- 2018:  Cuiabá (8)
- 2019:  Cuiabá (9)
- 2020:  Nova Mutum (1)
- 2021:  Cuiabá (10)
- 2022:  Cuiabá (11)
- 2023:  Cuiabá (12)[4]
- 2024:  Cuiabá (13)
- 2025:  Primavera AC (1)

1. 1 2 3 4 5  Operário i Comercial de Campo Grande disputaren el Campionat Matogrossense abans de la separació de Mato Grosso do Sul, succeïda l'any 1979.
2. 1 2 3  A causa de problemes financers, l'Operário Várzea-Grandense (també conegut com a CEOV) es va retirar del futbol professional el 1996. Un nou club, l'EC Operário, es va crear amb els mateixos colors (vermell i verd) que el tradicional CEOV, essent campió el 1997, però que desaparegué el 2002. Un nou club fou creat amb el nom Operário Futebol Clube Ltda amb colors vermell i negre i que fou campió el 2006. El CEOV original va tornar al futbol professional el 2013.[3]

## Títols per equip
- Mixto Esporte Clube (Cuiabá) 24 títols
- Cuiabá Esporte Clube (Cuiabá) 13 títols
- Clube Esportivo Operário Várzea-Grandense (Várzea Grande) 12 títols
- Clube Esportivo Dom Bosco (Cuiabá) 5 títols
- Clube Atlético Matogrossense (Cuiabá) 4 títols
- Operário Futebol Clube (MS) (Campo Grande) 4 títols
- Americano Futebol Clube (Cuiabá) 3 títols
- Luverdense Esporte Clube (Lucas do Rio Verde) 3 títols
- Sinop Futebol Clube (Sinop) 3 títols
- Sociedade Esportiva e Recreativa Juventude (Primavera do Leste) 2 títols
- Sorriso Esporte Clube (Sorriso) 2 títols
- Paulistano Futebol Clube (MT) (Cuiabá) 2 títols
- Esporte Clube Comercial (Campo Grande) 1 títol
- Sociedade Esportiva Vila Aurora (Rondonópolis) 1 títol
- Cacerense Esporte Clube (Cárceres) 1 títol
- União Esporte Clube (Rondonópolis) 1 títol
- Comércio Esporte Clube (Cuiabá) 1 títol
- Nova Mutum Esporte Clube (Nova Mutum) 1 títol
- Primavera Atlético Clube (Primavera do Leste) 1 títol
- Esporte Clube Operário (Várzea Grande) 1 títol
- Operário Futebol Clube (MT) (Várzea Grande) 1 títol